# Église de Saint-Vincent-des-Prés
L'église de Saint-Vincent-des-Prés est une église catholique de style roman située sur le territoire de la commune de Saint-Vincent-des-Prés, dans le département français de Saône-et-Loire en région Bourgogne-Franche-Comté.

## Protection
L'église fait l'objet d'un classement au titre des monuments historiques depuis le 22 octobre 1913.
En 1912, soit l'année précédant ce classement, l'Académie de Mâcon avait attiré l'attention de la Commission des monuments historiques sur la nécessité de protéger cet édifice. En effet, cette commission avait sollicité la société savante de Mâcon pour que lui soit signalées « les églises qui mériteraient un classement immédiat » dans l'arrondissement de Mâcon, en réponse de quoi l'Académie avait remis au ministère de l'Instruction publique une liste comportant « 12 monuments parmi les plus anciens et les plus intéressants » (8 à classer en totalité et 4 en partie), parmi lesquels figurait en numéro 3 : « Église de Saint-Vincent-des-Prés (canton de Cluny), XIe siècle ».

## Historique
Une église plus ancienne, portant également le nom de Saint-Vincent-des-Prés, est citée au Xe siècle comme dépendant du chapitre Saint Vincent de Mâcon. Le chantier de la construction de l'édifice actuel peut être placé aux alentours de 1050 grâce au style de ses chapiteaux. 

### Fouilles
Des drainages périphériques aux bâtiments réalisés dans le cadre des restaurations menées par les Monuments historiques ont mis au jour les vestiges d'une abside antérieure, épaulée au Sud et qui se prolonge à l'Ouest. Seules les zones à l'Est de l'église conservent des témoignages de cette occupation antérieure.
Dans l'angle Sud-Est de la tranchée Est, la sépulture en coffre maçonnée d'un individu a été exhumée. Le vase funéraire qui l'accompagnait pourrait permettre de dater cette inhumation du milieu du XIVe ou XVe siècle.

## Architecture
L'église de Saint-Vincent-des-Prés possède un beau chevet roman constitué d'une abside semi-circulaire ornée de bandes lombardes et recouverte de laves.
La croisée du transept est surmontée d'un beau clocher roman présentant trois registres très contrastés, ornés respectivement d'arcatures aveugles, de baies cintrées solitaires et de baies cintrées géminées séparées par une colonne.